# Irigny
Irigny is een gemeente in de Franse Métropole de Lyon (regio Auvergne-Rhône-Alpes). De plaats maakt deel uit van het arrondissement Lyon. Irigny telde op 1 januari 2022 8.909 inwoners.

## Geografie
De oppervlakte van Irigny bedroeg op 1 januari 2022 8,84 vierkante kilometer; de bevolkingsdichtheid was toen 1.007,8 inwoners per km². De plaats ligt op de linkeroever van de Rhône.

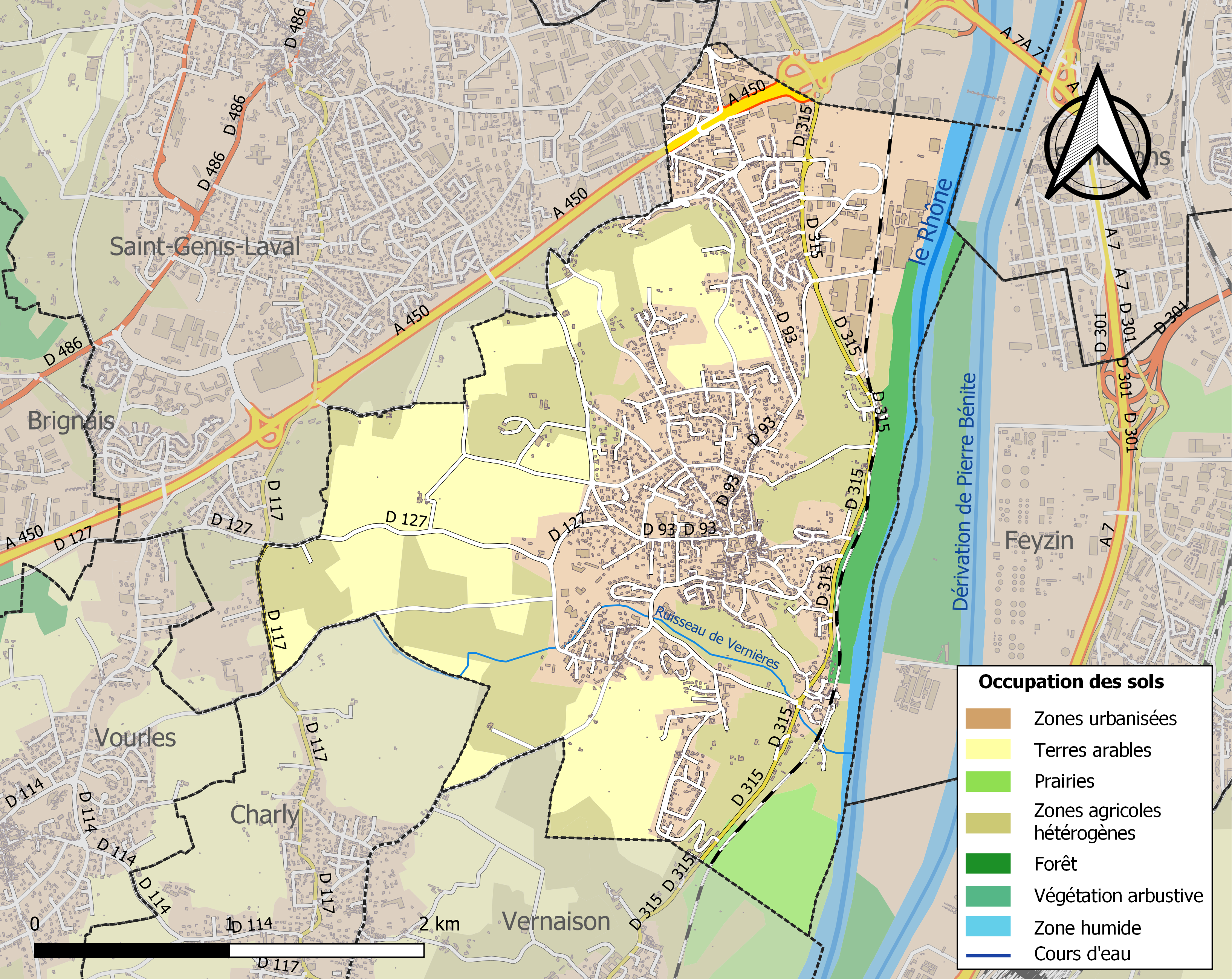
Kaart van de gemeente met de belangrijkste infrastructuur, bodemgebruik en omliggende gemeenten

## Demografie
Onderstaande figuur toont het verloop van het inwonertal (bron: INSEE-tellingen).